# Nguyễn Thái Bình (phường)
Nguyễn Thái Bình là một phường cũ thuộc Quận 1, Thành phố Hồ Chí Minh, Việt Nam.

## Địa lý
Phường Nguyễn Thái Bình nằm ở phía nam Quận 1, có vị trí địa lý:
- Phía đông giáp phường Thủ Thiêm, thành phố Thủ Đức với ranh giới là sông Sài Gòn
- Phía tây giáp các phường Phạm Ngũ Lão và Cầu Ông Lãnh
- Phía nam giáp phường 9 và phường 13, quận 4 với ranh giới là kênh Bến Nghé
- Phía bắc giáp các phường Bến Nghé và Bến Thành.

Phường có diện tích 0,49 km², dân số năm 2021 là 9.908 người,  mật độ dân số đạt 20.220 người/km².

## Lịch sử
Phường Nguyễn Thái Bình được thành lập vào ngày 28 tháng 12 năm 1988 trên cơ sở sáp nhập Phường 18 và Phường 19 cũ.
Tên phường được đặt theo tên Nguyễn Thái Bình (1948–1972), sinh viên tham gia phong trào phản chiến trong Chiến tranh Việt Nam, bị bắn chết tại sân bay Tân Sơn Nhất sau khi khống chế một chiếc máy bay.